# AIM-9 Sidewinder
Die AIM-9 Sidewinder ist eine wärmesuchende selbstgesteuerte Kurzstrecken-Luft-Luft-Rakete aus US-amerikanischer Produktion für den Einsatz durch Kampfflugzeuge und Kampfhubschrauber. Eine Variante der Sidewinder ist die Boden-Luft-Rakete MIM-72 Chaparral. Seit 1958 wurden mit Sidewindern mehr Flugzeuge abgeschossen als mit allen anderen spezifischen Flugkörpern.
Die Sidewinder orientiert sich bei der Zielverfolgung an der Wärmestrahlung mittels eines Infrarotsensors. Hinter dem Suchkopf sind der Gefechtskopf und der Raketenmotor. Die Steuerung leitet den Flugkörper mit Hilfe der Ruder in das Ziel. Der Infrarot-Suchkopf gibt dem Flugkörper Fire-and-Forget-Fähigkeiten. Die Rakete Sidewinder ist nach der Seitenwinder-Klapperschlange benannt.

## Geschichte
Die AIM-9 wurde ab den späten 1940er-Jahren von der US Navy von einem Entwicklungsteam auf der Naval Ordnance Test Station der US-Marine in China Lake, Kalifornien, unter der Leitung von William B. McLean entwickelt. Sie verwendete einige neue Techniken, die sie einfacher und verlässlicher als ihr Gegenstück bei der Air Force, die AIM-4 Falcon, machten. Nachdem die Falcon im Vietnamkrieg unbefriedigende Leistungen erzielt hatte, ersetzte die Air Force sie durch Sidewinders.

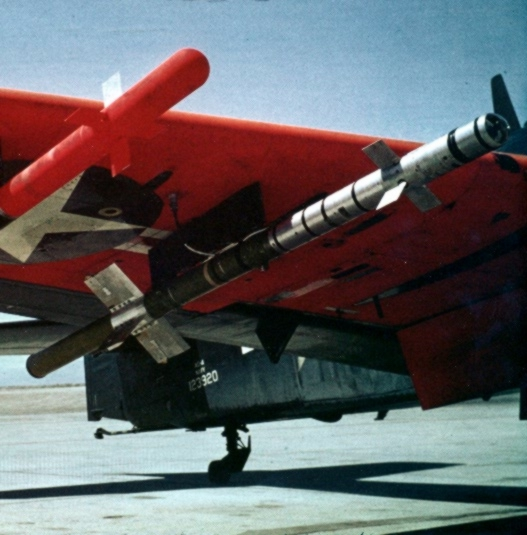
Die Heat-Homing Rocket der U.S. Navy, 1952

Die Firma Philco (später Ford Aerospace) erhielt 1951 den Auftrag zur Entwicklung einer Rakete auf Basis der Erkenntnisse des Navy-Teams. Ein Prototyp der Sidewinder, die AIM-9A, wurde zum ersten Mal am 11. September 1953 erfolgreich abgefeuert, wobei eine umgebaute F6F-5K als Ziel diente. Die erste Produktionsversion AIM-9B wurde ab Frühjahr 1956 als AAM-N-7 an die Navy bzw. als GAR-8 an die Air Force ausgeliefert. Die ersten Serienversionen wurden anfangs als Sidewinder I oder IA, später als AIM-9A oder AIM-9B bezeichnet. Da sie seitdem ständig weiter verbessert wurde, führte dies zu einer Vielzahl verschiedener Versionen, was zusätzlich noch durch den Umstand verstärkt wurde, dass in den 1960er- und 70er-Jahren die US Navy und die US-amerikanische Luftwaffe die Fortentwicklung der Sidewinder getrennt voneinander betrieben. Die Gründe dafür lagen vor allem in der traditionellen Rivalität dieser beiden Teilstreitkräfte, aber auch in den unterschiedlichen Anforderungsprofilen in dieser Zeit. So nahm in der Einsatzdoktrin der US-Marineflieger der Luftkampf gegen feindliche Jäger und Jagdbomber einen wesentlich höheren Stellenwert ein als bei der Luftwaffe, die ihre Hauptpriorität vornehmlich auf die Bekämpfung verhältnismäßig behäbiger Bomber in großen Flughöhen legte. Die ersten Modelle erreichten nur eine Reichweite von etwa 4 km, konnten nur von hinten auf ein Flugzeug abgefeuert werden und ließen sich noch recht leicht von Wolken, Reflexionen, der Sonne und ähnlichen Einflüssen ablenken.
Der Bambini-Code der schweizerischen Luftwaffe für die Sidewinder lautet Siwa.

### Überblick
|        |        |        |        |        |        |  |  | AIM-9A |        |        |        |        |        |  |  |        |        |        |        |        |        |  |  |        |        |        |        |        |        |  |  |                 |                 |                 |                 |                 |                 |  |  |  |  |  |  |  |  |  |  |  |  |  |  |  |  |  |  |  |  |  |  |  |  |
|        |        |        |        |        |        |  |  |        |        |        |        |        |        |  |  |        |        |        |        |        |        |  |  |        |        |        |        |        |        |  |  |                 |                 |                 |                 |                 |                 |  |  |  |  |  |  |  |  |  |  |  |  |  |  |  |  |  |  |  |  |  |  |  |  |
|        |        |        |        |        |        |  |  | AIM-9B |        |        |        |        |        |  |  |        |        |        |        |        |        |  |  |        |        |        |        |        |        |  |  |                 |                 |                 |                 |                 |                 |  |  |  |  |  |  |  |  |  |  |  |  |  |  |  |  |  |  |  |  |  |  |  |  |
|        |        |        |        |        |        |  |  |        |        |        |        |        |        |  |  |        |        |        |        |        |        |  |  |        |        |        |        |        |        |  |  |                 |                 |                 |                 |                 |                 |  |  |  |  |  |  |  |  |  |  |  |  |  |  |  |  |  |  |  |  |  |  |  |  |
|        |        |        |        |        |        |  |  |        |        |        |        |        |        |  |  |        |        |        |        |        |        |  |  |        |        |        |        |        |        |  |  |                 |                 |                 |                 |                 |                 |  |  |  |  |  |  |  |  |  |  |  |  |  |  |  |  |  |  |  |  |  |  |  |  |
| AIM-9E | AIM-9E | AIM-9E | AIM-9E | AIM-9E | AIM-9E |  |  | AIM-9F | AIM-9F | AIM-9F | AIM-9F | AIM-9F | AIM-9F |  |  | AIM-9D | AIM-9D | AIM-9D | AIM-9D | AIM-9D | AIM-9D |  |  |        |        |        |        |        |        |  |  | AIM-9C          | AIM-9C          | AIM-9C          | AIM-9C          | AIM-9C          | AIM-9C          |  |  |  |  |  |  |  |  |  |  |  |  |  |  |  |  |  |  |  |  |  |  |  |  |
| AIM-9E | AIM-9E | AIM-9E | AIM-9E | AIM-9E | AIM-9E |  |  | AIM-9F | AIM-9F | AIM-9F | AIM-9F | AIM-9F | AIM-9F |  |  | AIM-9D | AIM-9D | AIM-9D | AIM-9D | AIM-9D | AIM-9D |  |  |        |        |        |        |        |        |  |  | AIM-9C          | AIM-9C          | AIM-9C          | AIM-9C          | AIM-9C          | AIM-9C          |  |  |  |  |  |  |  |  |  |  |  |  |  |  |  |  |  |  |  |  |  |  |  |  |
|        |        |        |        |        |        |  |  |        |        |        |        |        |        |  |  |        |        |        |        |        |        |  |  |        |        |        |        |        |        |  |  |                 |                 |                 |                 |                 |                 |  |  |  |  |  |  |  |  |  |  |  |  |  |  |  |  |  |  |  |  |  |  |  |  |
| AIM-9J | AIM-9J | AIM-9J | AIM-9J | AIM-9J | AIM-9J |  |  |        |        |        |        |        |        |  |  | AIM-9G | AIM-9G | AIM-9G | AIM-9G | AIM-9G | AIM-9G |  |  | MIM-72 | MIM-72 | MIM-72 | MIM-72 | MIM-72 | MIM-72 |  |  | AGM-122 Sidearm | AGM-122 Sidearm | AGM-122 Sidearm | AGM-122 Sidearm | AGM-122 Sidearm | AGM-122 Sidearm |  |  |  |  |  |  |  |  |  |  |  |  |  |  |  |  |  |  |  |  |  |  |  |  |
| AIM-9J | AIM-9J | AIM-9J | AIM-9J | AIM-9J | AIM-9J |  |  |        |        |        |        |        |        |  |  | AIM-9G | AIM-9G | AIM-9G | AIM-9G | AIM-9G | AIM-9G |  |  | MIM-72 | MIM-72 | MIM-72 | MIM-72 | MIM-72 | MIM-72 |  |  | AGM-122 Sidearm | AGM-122 Sidearm | AGM-122 Sidearm | AGM-122 Sidearm | AGM-122 Sidearm | AGM-122 Sidearm |  |  |  |  |  |  |  |  |  |  |  |  |  |  |  |  |  |  |  |  |  |  |  |  |
| AIM-9N | AIM-9N | AIM-9N | AIM-9N | AIM-9N | AIM-9N |  |  |        |        |        |        |        |        |  |  | AIM-9H | AIM-9H | AIM-9H | AIM-9H | AIM-9H | AIM-9H |  |  |        |        |        |        |        |        |  |  |                 |                 |                 |                 |                 |                 |  |  |  |  |  |  |  |  |  |  |  |  |  |  |  |  |  |  |  |  |  |  |  |  |
| AIM-9N | AIM-9N | AIM-9N | AIM-9N | AIM-9N | AIM-9N |  |  |        |        |        |        |        |        |  |  | AIM-9H | AIM-9H | AIM-9H | AIM-9H | AIM-9H | AIM-9H |  |  |        |        |        |        |        |        |  |  |                 |                 |                 |                 |                 |                 |  |  |  |  |  |  |  |  |  |  |  |  |  |  |  |  |  |  |  |  |  |  |  |  |
| AIM-9P | AIM-9P | AIM-9P | AIM-9P | AIM-9P | AIM-9P |  |  |        |        |        |        |        |        |  |  | AIM-9L | AIM-9L | AIM-9L | AIM-9L | AIM-9L | AIM-9L |  |  |        |        |        |        |        |        |  |  |                 |                 |                 |                 |                 |                 |  |  |  |  |  |  |  |  |  |  |  |  |  |  |  |  |  |  |  |  |  |  |  |  |
| AIM-9P | AIM-9P | AIM-9P | AIM-9P | AIM-9P | AIM-9P |  |  |        |        |        |        |        |        |  |  | AIM-9L | AIM-9L | AIM-9L | AIM-9L | AIM-9L | AIM-9L |  |  |        |        |        |        |        |        |  |  |                 |                 |                 |                 |                 |                 |  |  |  |  |  |  |  |  |  |  |  |  |  |  |  |  |  |  |  |  |  |  |  |  |
|        |        |        |        |        |        |  |  | AIM-9S | AIM-9S | AIM-9S | AIM-9S | AIM-9S | AIM-9S |  |  | AIM-9M | AIM-9M | AIM-9M | AIM-9M | AIM-9M | AIM-9M |  |  |        |        |        |        |        |        |  |  |                 |                 |                 |                 |                 |                 |  |  |  |  |  |  |  |  |  |  |  |  |  |  |  |  |  |  |  |  |  |  |  |  |
|        |        |        |        |        |        |  |  | AIM-9S | AIM-9S | AIM-9S | AIM-9S | AIM-9S | AIM-9S |  |  | AIM-9M | AIM-9M | AIM-9M | AIM-9M | AIM-9M | AIM-9M |  |  |        |        |        |        |        |        |  |  |                 |                 |                 |                 |                 |                 |  |  |  |  |  |  |  |  |  |  |  |  |  |  |  |  |  |  |  |  |  |  |  |  |
|        |        |        |        |        |        |  |  |        |        |        |        |        |        |  |  |        |        |        |        |        |        |  |  |        |        |        |        |        |        |  |  |                 |                 |                 |                 |                 |                 |  |  |  |  |  |  |  |  |  |  |  |  |  |  |  |  |  |  |  |  |  |  |  |  |
|        |        |        |        |        |        |  |  |        |        |        |        |        |        |  |  | AIM-9R |        |        |        |        |        |  |  |        |        |        |        |        |        |  |  |                 |                 |                 |                 |                 |                 |  |  |  |  |  |  |  |  |  |  |  |  |  |  |  |  |  |  |  |  |  |  |  |  |
|        |        |        |        |        |        |  |  |        |        |        |        |        |        |  |  |        |        |        |        |        |        |  |  |        |        |        |        |        |        |  |  |                 |                 |                 |                 |                 |                 |  |  |  |  |  |  |  |  |  |  |  |  |  |  |  |  |  |  |  |  |  |  |  |  |
|        |        |        |        |        |        |  |  |        |        |        |        |        |        |  |  |        |        |        |        |        |        |  |  |        |        |        |        |        |        |  |  |                 |                 |                 |                 |                 |                 |  |  |  |  |  |  |  |  |  |  |  |  |  |  |  |  |  |  |  |  |  |  |  |  |
|        |        |        |        |        |        |  |  |        |        |        |        |        |        |  |  |        |        |        |        | AIM-9X |        |  |  |        |        |        |        |        |        |  |  |                 |                 |                 |                 |                 |                 |  |  |  |  |  |  |  |  |  |  |  |  |  |  |  |  |  |  |  |  |  |  |  |  |

## Versionen

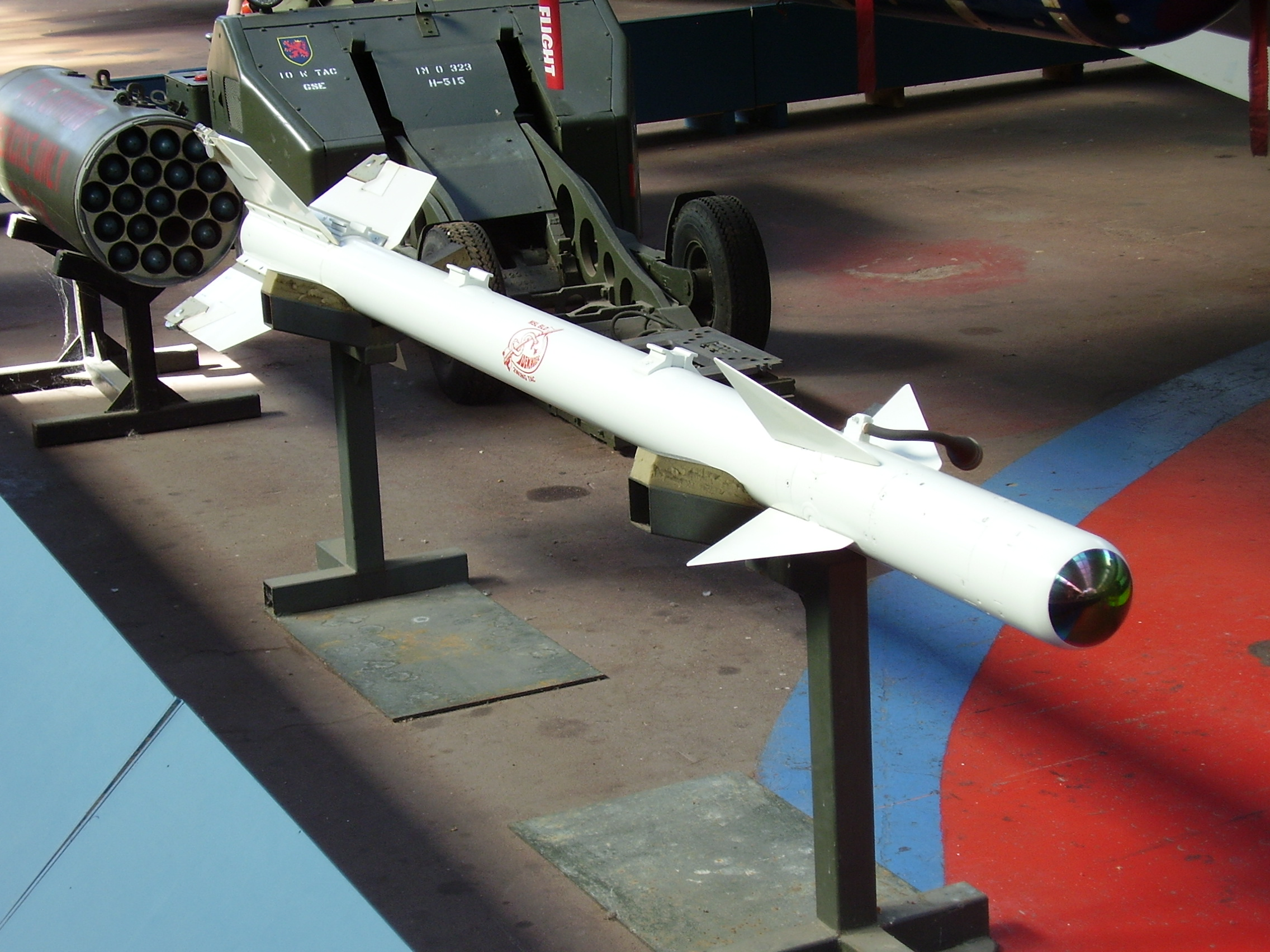
AIM-9B

### AIM-9B
Erste Serienversion mit ungekühltem 70-Hz-Bleisulfid-(PbS)-Detektor-Suchkopf mit 4° Blickfeld und rotierendem Spiegel, 25° Schielwinkel und einer Zielverfolgungsrate von 11°/s. Gasgenerator zur Energieversorgung für die 20 s Flugzeit und einer Gasflasche zur Kühlung der elektrischen Bauteile. Sprengkopf mit Splitterwirkung, der von einem passiven Infrarot-Annäherungszünder ausgelöst wird. Passiv bedeutet, dass der Zünder durch die vom Triebwerk des Zielobjektes ausgehende (Infrarot-)Wärmestrahlung ausgelöst wird und dieser nicht – wie bei aktiven Verfahren – selbst eine elektromagnetische Welle aussendet und deren Reflexionen auswertet. Diente als Grundlage der Luft-Boden-Rakete AGM-87 Focus.

### AIM-9C
Version mit halbaktivem Radarsuchkopf, verbessertem Raketenmotor Rocketdyne MK36 mit längerer Brenndauer und 60 Sekunden gelenkter Flugzeit (dadurch größere Reichweite), größeren Steuerflächen und stärkeren Aktuatoren. Von der US-Marine nur kurze Zeit an der Vought F-8C Crusader verwendet. Restbestände umgebaut zur Anti-Radar-Rakete AGM‑122 Sidearm.

### AIM-9D

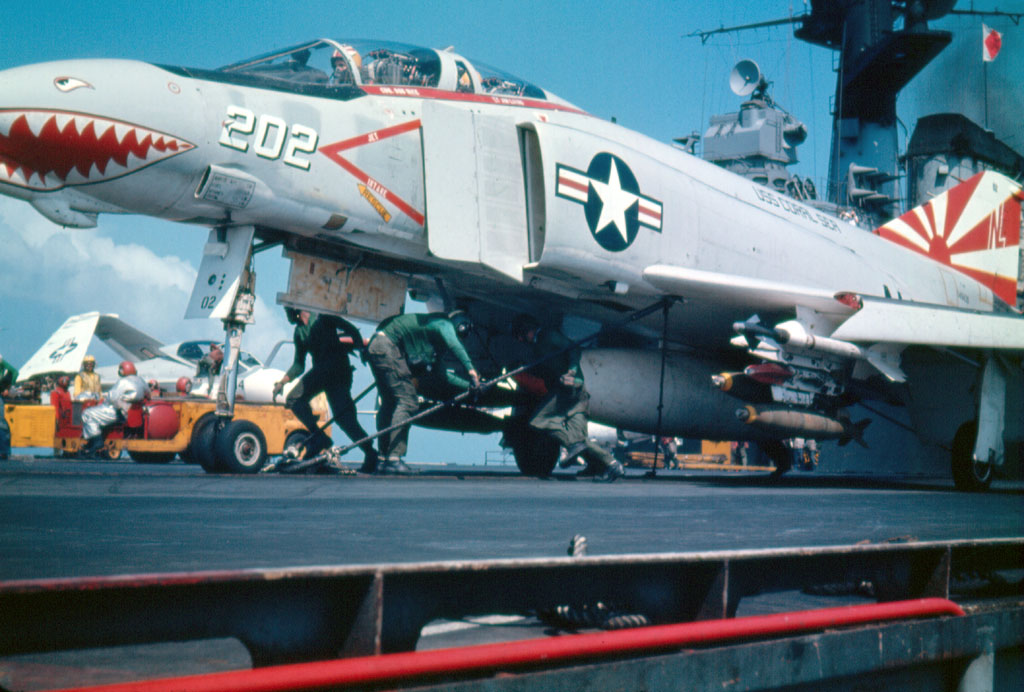
Mit AIM-9D bewaffnete F-4B der U.S. Navy im Vietnamkrieg

Version mit stickstoffgekühltem 125-Hz-Suchkopf mit verkleinertem 2,5°-Blickfeld, 27°-Schielwinkel und auf 12°/s erhöhter Zielverfolgungsrate. Erhöhte Reichweite und Wendigkeit dank ogivalem Nasenprofil für geringeren Luftwiderstand, schubstärkerem Raketenmotor mit längerer Brenndauer, größeren Steuerflächen, stärkeren Aktuatoren und neuem Gasgenerator für bis zu 60 s gesteuerter Flugzeit. Weiterhin Installation eines verbesserten Gefechtskopfs mit neuem Annäherungszünder. Marinevariante.

### AIM-9E
Verbesserte AIM-9B mit Peltier-gekühltem 100-Hz-Suchkopf mit auf 16,5°/s erhöhter Zielverfolgungsrate in einer verlängerten konischen Nase. Luftwaffenvariante. Wird von den japanischen Luftstreitkräften als AAM-1 geführt.

### AIM-9F
Auch als AIM-9B F.G.W.2 bezeichnet. Verbesserte Variante der AIM-9B mit einem neuen CO2-gekühlten Suchkopf mit einer Zielverfolgungsrate von 16°/s, bei der an Stelle der Röhrenelektronik eine zuverlässigere Transistorelektronik eingesetzt wurde. Diese Variante wurde von der Bodenseewerk Gerätetechnik GmbH für die deutsche Luftwaffe entwickelt und gebaut. Sie wurde nicht von US-amerikanischen Streitkräften verwendet.

### AIM-9G
Verbesserte Version der AIM-9D mit neuen Zielerfassungsmodi (SEAM, Sidewinder Extended Acquisition Mode). Diese erlauben es, dem Suchkopf mittels des Bordradars ein Ziel zuzuweisen oder aber den Suchkopf in einem speziellen Raster den Bereich vor der Startplattform abtasten zu lassen. Auch über ein Helmvisier konnten Ziele zugewiesen werden. Diese Option wurde aber nur in Verbindung mit der F-4N und F-4S Phantom II genutzt und seit der Einführung der McDonnell Douglas F/A-18 bis zur Einführung der Variante AIM-9X nicht mehr verfolgt. Marinevariante.

### AIM-9H
Erneute Verbesserung der G-Version mit einer neuen Steuerelektronik, die statt störungsanfälligen Elektronenröhren zuverlässigere Halbleiterbauelemente verwendete. Erhöhung der Zielverfolgungsrate auf 20°/s und stärkere Aktuatoren. Marinevariante.

### AIM-9J/N
Weiterentwicklung der AIM-9E ab Anfang der 1970er-Jahre, bei der die Elektronik teilweise von Elektronenröhren auf Halbleiterbauelemente umgestellt wurde. Installation eines neuen Gasgenerators für bis zu 40 s gesteuerter Flugzeit und neuer Steuerflächen mit charakteristischen eckigen Doppeldelta-Canards zu Erhöhung der Wendigkeit. Die Variante AIM-9N, zunächst auch als AIM-9J-1 bezeichnet, weist gegenüber der Basisvariante eine überarbeitete Elektronik auf und war vorwiegend für den Export bestimmt. Luftwaffenvariante.

### AIM-9L

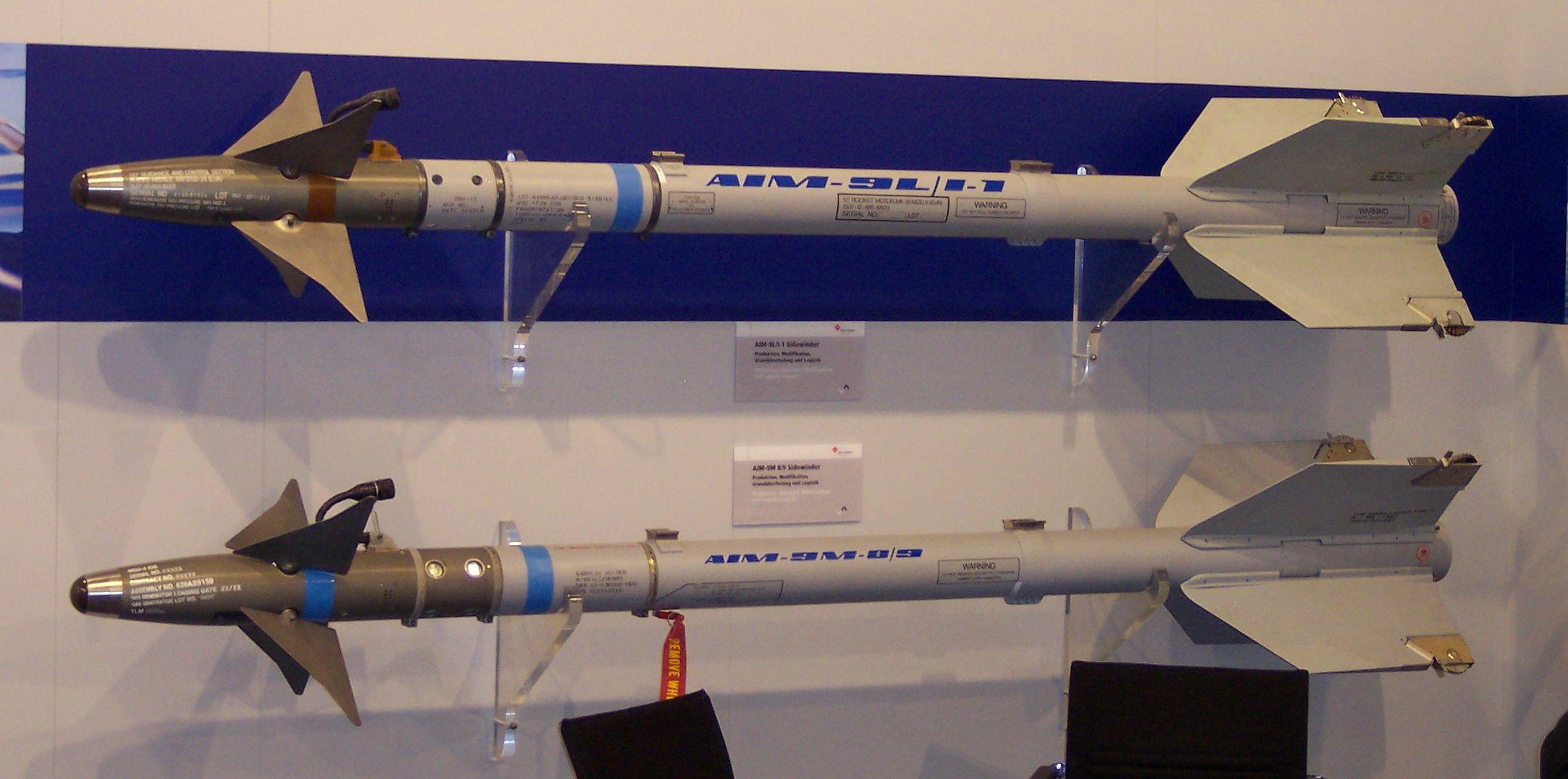
AIM-9L und -9M

Stark verbesserte Variante der Sidewinder auf der Basis der AIM-9H, die ab 1977 in Serie produziert wurde. Einsatz eines FM-modulierten argongekühlten Indiumantimonid-Suchkopfs, der erstmals auch die Erfassung von Zielen auch aus der frontalen Hemisphäre erlaubte, während vorige Sidewinderversionen nur von hinten auf ein Ziel abgefeuert werden konnten. Überarbeitete Steuerflächen in Form von spitz zulaufenden Doppel-Canards. Verwendung eines überarbeiteten Gefechtskopfes mit aktivem Laser-Annäherungszünder. Einsatz sowohl bei Luftwaffe als auch Marine und Beendigung der nach Teilstreitkräften getrennten Entwicklungslinien der Sidewinder. Die AIM-9L/i ist eine von Bodenseewerk Gerätetechnik in Lizenz produzierte Subvariante mit verbesserter Unterdrückung von IR‑Gegenmaßnahmen. Sie wurde auch in Japan hergestellt.

### AIM-9M
Überarbeitete AIM-9L mit raucharmem Raketenmotor MK36 Mod.11, überarbeiteter Elektronik und Unterdrückung von IR-Gegenmaßnahmen (IRCCM). Verschiedene Subvarianten mit einsatz- und nutzerspezifischen Modifikationen.

### AIM-9P

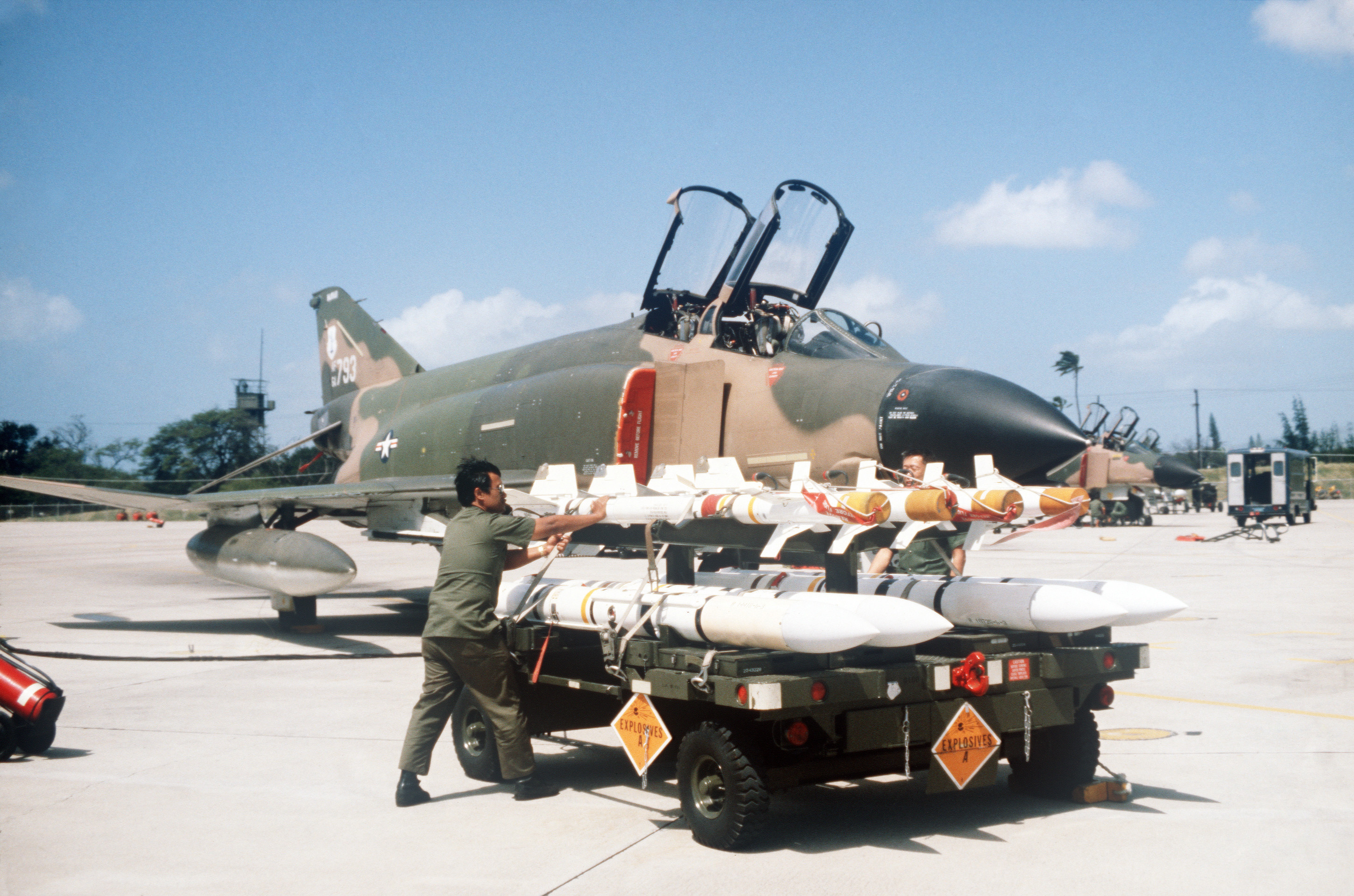
AIM-9P der Hawaii Air National Guard, 1980

Verbesserte Variante AIM-9J/N mit einigen Subvarianten. P-1: Einsatz des aktiven Laser-Annäherungszünders der AIM-9L. P-2: Verwendung eines raucharmen Raketenmotors. P-3: Kombination der beiden vorigen Varianten. P-4: Verwendung eines All-Aspect-Suchkopfs ähnlich dem der AIM-9L. P-5: Verbesserung der P-4 mit verbesserter Resistenz gegenüber IR-Störmaßnahmen. Die AIM-9P war ursprünglich als leistungsreduzierte Exportvariante zur Ergänzung der AIM-9L konzipiert worden, wurde wegen ihrer vergleichsweise geringeren Kosten und der Möglichkeit, bereits vorhandene AIM-9J/N aufzurüsten, auch von der US-Luftwaffe in größeren Stückzahlen geordert.

### AIM-9R
Variante der Sidewinder mit abbildendem IR-Suchkopf. Entwicklung Ende der 1980er-Jahre aus Kostengründen eingestellt.

### AIM-9S
Exportvariante der AIM-9M.
Die Sidewinder ist der von den NATO-Staaten und einigen amerikanischen Verbündeten am meisten genutzte Luft-Luft-Flugkörper. Er ist einer der ältesten, kostengünstigsten und erfolgreichsten Flugkörper im US-Waffeninventar.
Es existiert auch eine Trainingsversion, die ATM-9L. Diese besitzt keine Ruderflossen und keinen Raketenmotor. Sie wird nicht abgefeuert, sondern dient den Zielsystemen des Flugzeugs und dem Piloten als Übungsobjekt zur Erfassung von Zielen, da der Suchkopf voll funktionsfähig ist.

### AIM-9X

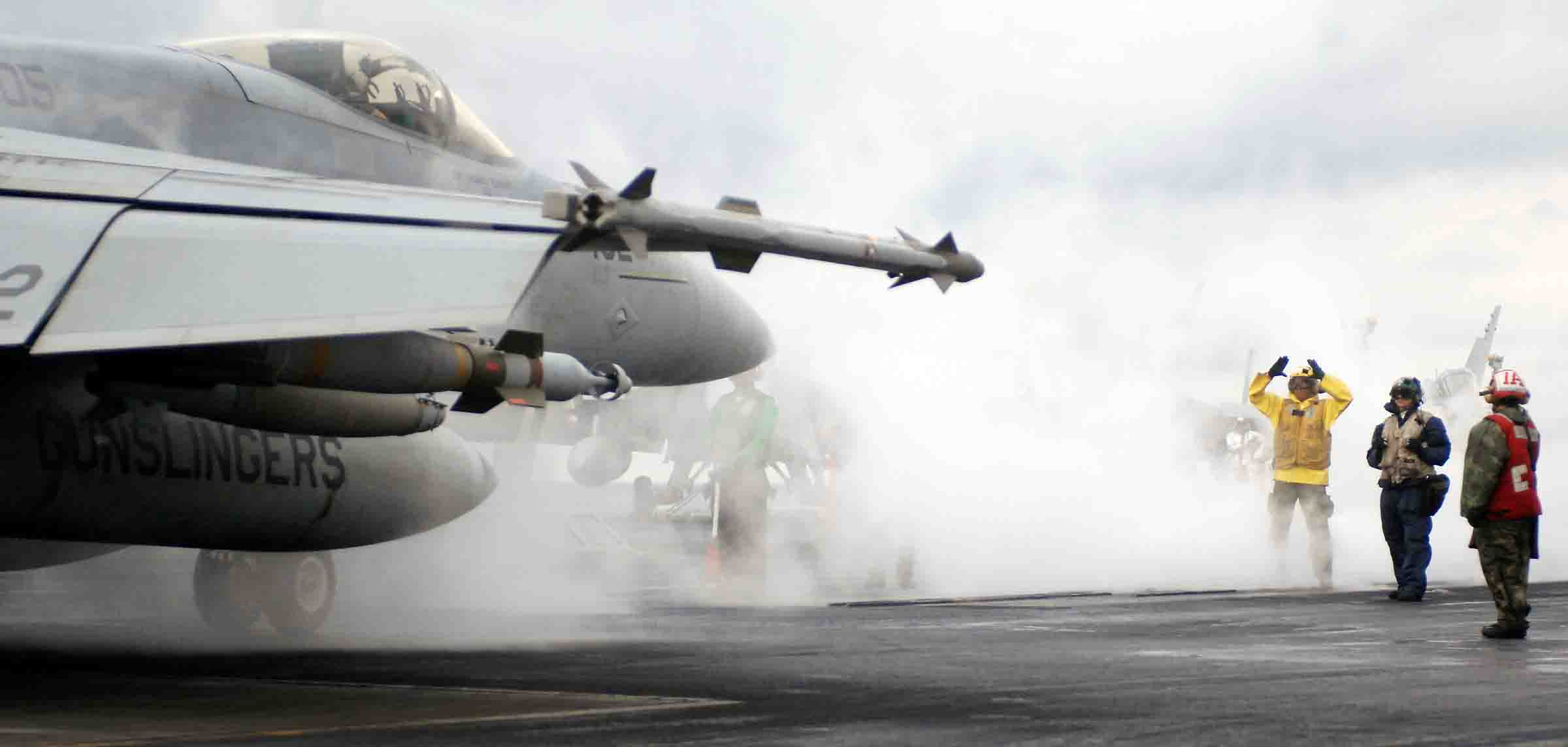
AIM-9X einer F/A-18E, 2008

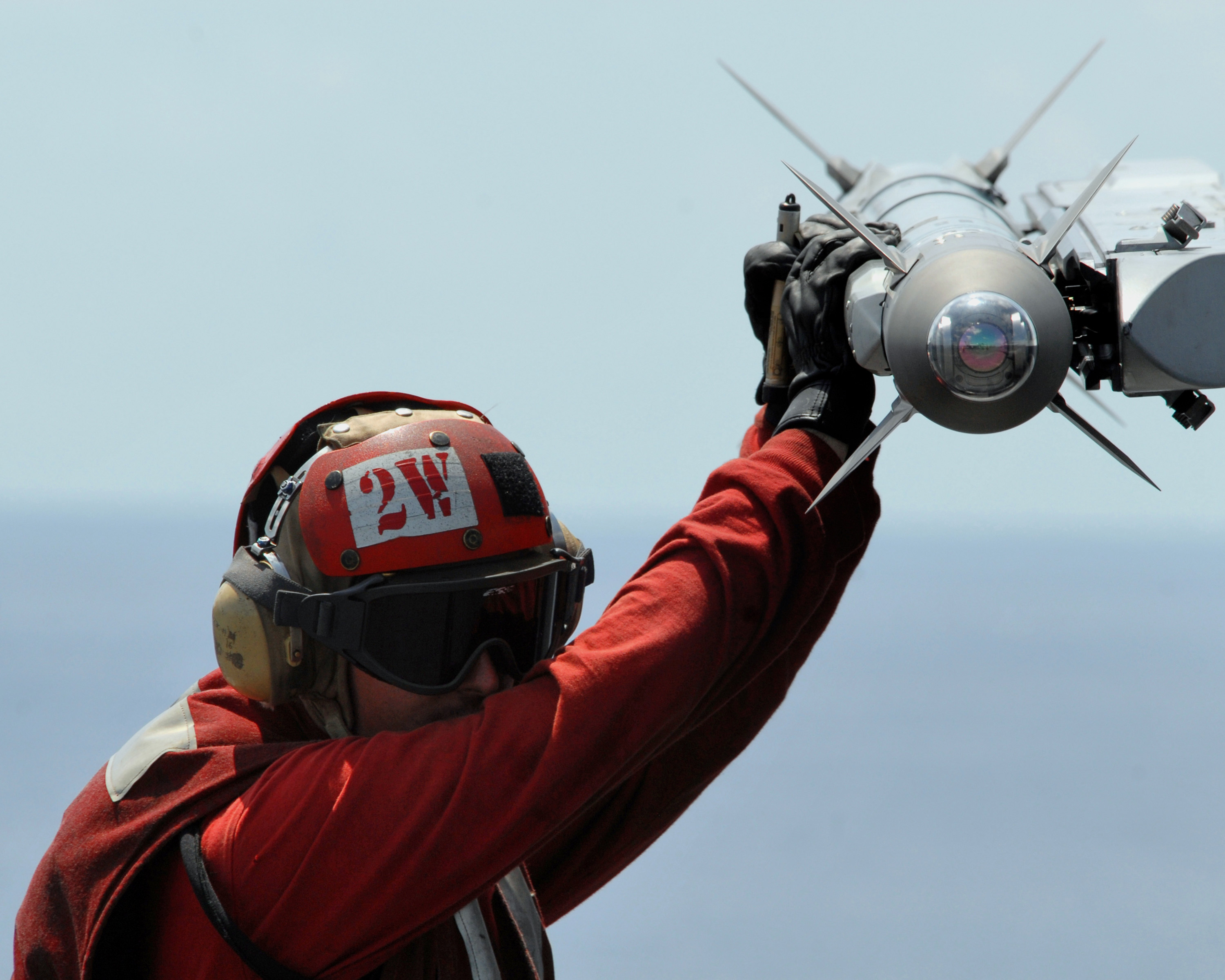
Frontalansicht einer AIM-9X

Nach der Beendigung des Kalten Kriegs und der deutschen Wiedervereinigung kamen westliche Streitkräfte in den Besitz sowjetischer Waffensysteme. Sie stellten fest, dass der modernste Nahkampf-Luft-Luft-Flugkörper des Ostblocks Wympel R-73/A-11 Archer den damaligen westlichen Gegenstücken in nahezu allen relevanten Parametern weit überlegen war. Dies war für die NATO-Streitkräfte überraschend, weil man bis dato angenommen hatte, sowjetische Raketensysteme wären weniger weit entwickelt und man hätte auch zukünftig mit Lenkwaffen in der Leistungsklasse der AIM-9L/M rechnen müssen. Daher wurde entschieden, eine neue Luft-Luft-Rakete zu entwickeln, um zur sowjetischen Entwicklung aufzuschließen.
Ursprünglich wurde erwogen, die britische AIM-132 ASRAAM als Ersatz für die Sidewinder zu beschaffen. Fortwährende Verzögerungen durch Streitigkeiten über die konzeptionelle Auslegung des Flugkörpers zwischen Großbritannien und dem damaligen ASRAAM-Projektpartner Deutschland führten zu einer Beendigung dieser Pläne durch die USA. Stattdessen wurde 1994 ein eigenes Programm für den neuen Kurzstrecken-Luft-Luft-Flugkörper AIM-9X begonnen.
Die AIM-9X wurde zwar der AIM-9-Serie zugeordnet, ist aber eine komplette Neuentwicklung, die lediglich einige Komponenten ihrer Vorgänger verwendet. So wurden bewährte Bauteile wie der raucharme Raketenmotor und der Sprengkopf von der AIM-9M übernommen. Neu ist der Raketenkörper, der wesentlich luftwiderstandsärmer als der früherer Versionen ist. Er wird über die Heckflossen gesteuert, nicht mehr über die vorderen Canards. In Verbindung mit einer ebenfalls neuen Schubvektorsteuerung wird die Manövrierfähigkeit deutlich verbessert.
Ein wesentlicher Fortschritt gegenüber den bisherigen AIM-9-Modellen ist der abbildende IR-Suchkopf, dessen Herzstück ein Bildsensor als Focal plane array mit 128×128 Elementen ist. Dieser besitzt eine größere maximale Erfassungsreichweite als die Suchköpfe früherer Sidewinder und kann durch eine Auswertung des IR-Bildes das eigentliche Ziel zuverlässig von Störmaßnahmen unterscheiden. Hinzu kommt, dass eine Erfassung von Zielen bis zu 90° abseits der Flugrichtung möglich ist, während ältere Modelle der AIM-9-Serie nur 27,5° erfassten. Die Rakete verwendet zur Steuerung nun einen Digitalrechner, dessen Mikroprozessor wesentlich komplexere Daten und Algorithmen verarbeiten kann.
Die Kommunikation zwischen dem Flugkörper und dem Feuerleitrechner der Plattform wird erstmals digital abgewickelt. Neuere Flugzeuge beherrschen diesen Modus; für Plattformen, bei denen sich eine Umrüstung nicht mehr lohnt (F-14, AV-8B und AH-1 Cobra), hat die Rakete einen analogen Kompatibilitätsmodus, in dem sie sich wie eine AIM-9M verhält und sich gegenüber dem Feuerleitrechner auch so identifiziert.
Die Serienfertigung des Flugkörpers lief Ende 2002 an; die ersten einsatzbereiten Muster wurden bei der Operation Iraqi Freedom 2003 gesehen. 
Ab Dezember 2007 erhielt die Schweiz die ersten AIM-9X für ihre Kampfflugzeuge vom Typ F/A-18 Hornet als Ersatz für das Vorgängermodell AIM-9P.
Inzwischen (2011) wurden über 4500 Lenkwaffen zu einem Stückpreis von etwa 320.000 US-Dollar ausgeliefert. Allein die US Air Force und die US Navy planen die Anschaffung von insgesamt 10.142 Raketen, womit sich das Budget auf ungefähr drei Milliarden US-Dollar beläuft. Im Juli 2011 ging die weiterentwickelte Block-II-Version bei Raytheon in Produktion.

### Wympel R-3
Eine später abweichende Variante der Sidewinder ist die sowjetische Wympel R-3, deren erste Version eine Nachahmung der AIM-9B ist. Wie die Sowjetarmee an eine Sidewinder gelangte, ist bis heute nicht restlos geklärt. Spätestens ab 1967 stand den sowjetischen Entwicklern eine Sidewinder zur Verfügung, die der Krefelder Architekt Manfred Ramminger mit Hilfe seines Fahrers und des Starfighter-Piloten Wolf-Diethard Knoppe am 22. Oktober 1967 auf dem westdeutschen Fliegerhorst Neuburg entwendet hatte. Die Rakete wurde später – in unverdächtige Teile zerlegt – über den Flughafen Düsseldorf nach Moskau geschafft. Das Trio wurde ein Jahr später verhaftet. Für wahrscheinlich wird allerdings auch gehalten, dass die Sowjets bereits ab 1958 über eine Sidewinder verfügten, die bei einem Luftkampf zwischen einer nationalchinesischen F-86 Sabre und einer MiG-17 der Volksrepublik China am 24. September 1958 über der Formosastraße ungezündet im Rumpf der MiG steckengeblieben war und über China in die Sowjetunion kam. Gegenüber den bisherigen komplexen sowjetischen Eigenentwicklungen war die Sidewinder sehr einfach aufgebaut. Seit ihrem ersten Einsatz über Vietnam wurden auch Verbesserungen an den sowjetischen Eigenentwicklungen vorgenommen, die durch ihre geringen Beschaffungskosten vor allem für den Export in Dritte-Welt-Staaten interessant wurden.

## Einsatz

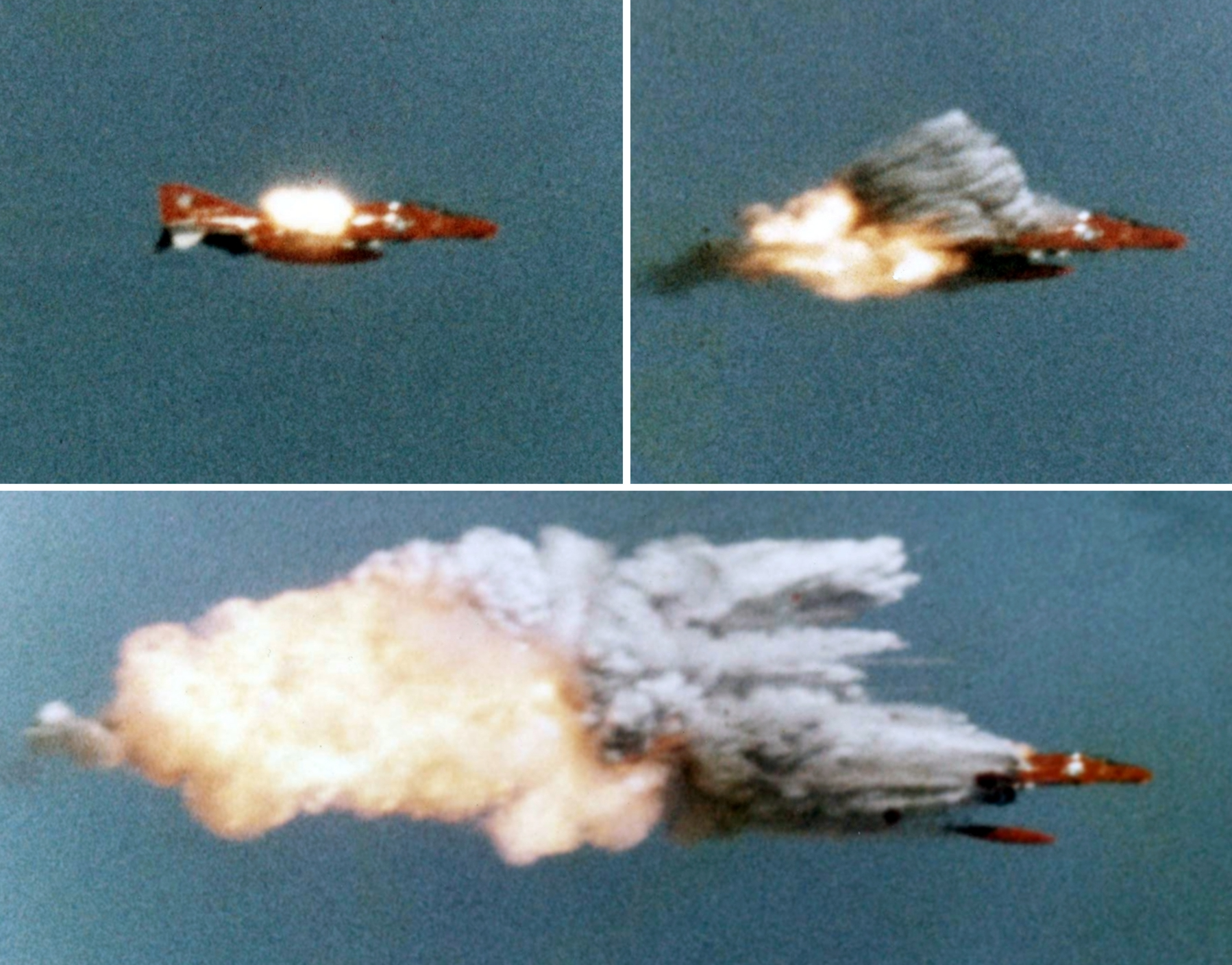
Eine AIM-9L zerstört eine QF-4B-Zieldrohne. (1974)

Der erste Einsatz der AIM-9 erfolgte während der Zweiten Quemoy-Krise. Am 24. September 1958 feuerte eine taiwanische North American F-86 eine Sidewinder auf eine MiG-15 der Volksrepublik China ab.
Während des Vietnamkrieges erzielte die AIM-9 anfänglich eine Trefferquote von 65 %. Diese sank bis zum Ende des Krieges auf 15 %.
Während des Falklandkrieges feuerten britische Hawker Siddeley Harrier 26 AIM-9L auf argentinische Luftziele und erzielten 19 Treffer. Dies entspricht einer Trefferquote von 73 %.
Während des Zweiten Golfkrieges wurden mit 48 abgefeuerten AIM-9M elf Treffer erzielt. Dies entspricht einer Trefferquote von 23 %.
Vor dem Abschuss einer syrischen Suchoi Su-22 über Syrien am 18. Juni 2017 wurde höchstwahrscheinlich zum ersten Mal eine AIM-9X im Gefecht eingesetzt. Die Rakete wurde allerdings von den Täuschkörpern (Leuchtkugeln) der Su-22 abgelenkt und verfehlte ihr Ziel, obwohl sie aus nur etwa 800 Meter Abstand gestartet wurde. Der anschließende Abschuss der Su-22 gelang der McDonnell Douglas F/A-18 Hornet von dem Flugzeugträger George H. W. Bush mit einer zweiten Rakete, nämlich einer wesentlich teureren radargesteuerten AIM-120 AMRAAM.

## Technik

### Aufbau
Der Flugkörper besteht aus vier Hauptsektionen: Zielerfassung, Lenkung, Gefechtskopf und Raketenmotor. Diese sind hauptsächlich in einem Aluminiumrohr mit 127 mm Außendurchmesser untergebracht.

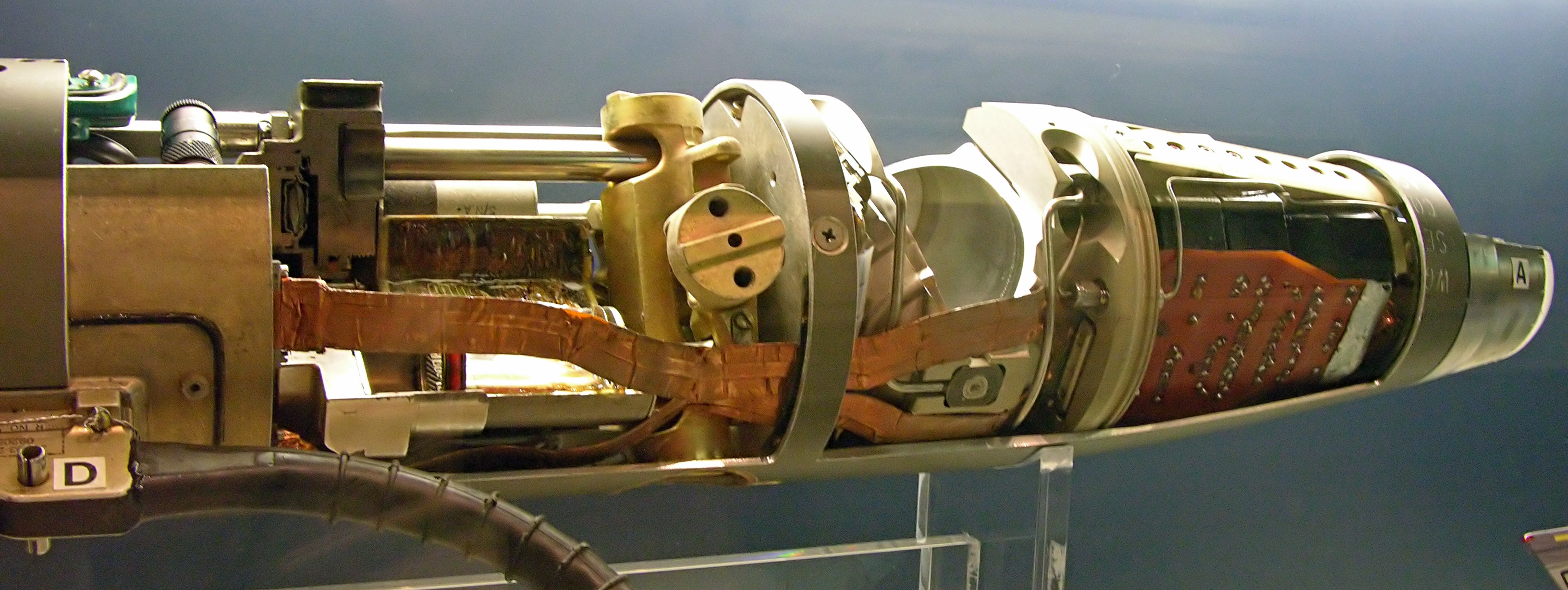
Vorderer Teil einer AIM-9L

Die „Guidance and Control Unit“ (GCU) enthält den größten Teil der Elektronik und der Mechanik des Flugkörpers. An der Spitze der Rakete sitzt hinter einer aerodynamisch geformten Glaskuppel der IR-Suchkopf mit der rotierenden Spindel, dem Spiegel und fünf Bleisulfid- bzw. seit der Version AIM-9L Indiumantimonid-IR-Widerständen bzw. einem 128*128-Pixel-IR-Sensor bei der AIM-9X. Dahinter liegt die Elektronik, die die Signale der IR-Sensoren auswertet und entsprechende Signale für die Aktuatoren erzeugt. Die Rakete ist mit einer Nabelschnur (englisch umbilical cable) über einen verschraubten mehrpoligen Stecker mit dem Starter verbunden. Die IR-Sensoren werden mit flüssigem Argon oder mit flüssigem Stickstoff (AIM-9X) gekühlt. Am hinteren Ende der GCU erzeugen ein Gasgenerator oder eine Thermalbatterie (AIM-9X) den elektrischen Strom, der nach dem Ausklinken von der Startschiene benötigt wird. Dahinter folgt der Zünder mit acht IR-Emittern und Detektoren, der den Gefechtskopf kurz vor dem Erreichen des Ziels zur Detonation bringt. Der Zünder wird erst in einer sicheren Entfernung nach dem Start scharf geschaltet. Dies wird über einen Beschleunigungsschalter gewährleistet und erfordert eine Anfangsbeschleunigung der Rakete von mindestens 6 g.
Versionen vor der AIM-9L besitzen zusätzlich einen Magnetzünder. Aber weil im Militärflugzeugbau zunehmend abgeschirmte Kabel und nichtmagnetische Metalle Verwendung fanden, wurde der Magnetzünder seit der Version AIM-9L nicht mehr eingebaut.
Die jüngsten Versionen der AIM-9X besitzen einen Gefechtskopf mit einer spiralförmigen Splitterwirkung, welcher eine Weiterentwicklung des Continuous-Rod-Gefechtskopfes ist. Er besteht aus spiralförmig aufgewickelten Stäben aus einem harten und zähen Material und einem langsamen Sprengstoff, der die einzelnen Stäbe auf einen Durchmesser von mehreren Metern auseinandertreibt, ohne sie zu zerbrechen. Damit werden nicht gepanzerte Bereiche des Zielflugzeugs quasi zerhackt.
Die Feststoffraketenmotoren der Sidewinder wurden von dem Unternehmen Orbital ATK geliefert. Als Treibstoff dient ein rauchreduzierter Verbundtreibstoff auf Basis von HTPB.
Die Antriebssektion mit dem Feststoffraketenmotor enthält drei Anschlussstücke, die den Flugkörper mit der Startschiene verbinden. Über elektrische Kontakte an der vorderen Aufhängung der Rakete und Kontaktpunkten auf der Startschiene erhält der Raketenmotor den Zündstrom für den Start.
Bei den älteren Modellen dienen die hinten angebrachten Flossen nur der aerodynamischen Stabilisierung, während mit den vorne angebrachten Rudern gesteuert wird. Bei der AIM-9X ist es umgekehrt. Deshalb wurde es notwendig, in dem Aluminiumrohr von der Steuerung zu den Aktuatoren der Ruder und der Düse Kabel zu verlegen. Bei den älteren Versionen sind die Aktuatoren der Ruder direkt neben der Steuerung.

### Funktion des Infrarot-Zielsystems

Geometrie der Zielerfassung

Der Hauptvorteil der Sidewinder war ihr einfaches, aber wirksames Ziel-Lenk-System, das eine Kombination aus Mechanik und Analogcomputer einsetzt, da Digitalrechner mit ausreichender Leistung und Kompaktheit zur Entwicklungszeit nicht verfügbar waren. Dies änderte sich erst Mitte der 1990er-Jahre durch die AIM-9X.
Im Zweiten Weltkrieg hatten die Deutschen bereits mit Infrarot-Lenksystemen in einer großen als Enzian bezeichneten Rakete experimentiert; das Kriegsende verhinderte jedoch eine Weiterentwicklung. Die Enzian besaß einen IR-Detektor, der in einem kleinen beweglichen Teleskop montiert war, und benutzte eine Metallfahne vor dem Spiegel, um feststellen zu können, auf welcher Seite des Zentrums sich das Ziel befand, um lenken zu können. Wenn die Rakete sich kontinuierlich in die jeweils gegenwärtige Richtung des Teleskops bewegte, lenkte sie sich auf einem sogenannten Schleppkurs ins Ziel.
Die Sidewinder verbesserte dieses auf mehrere Arten: Zuerst wurde der starre Spiegel durch einen um einen Schaft rotierenden ersetzt. Anstatt das Ziel im Spiegel zu fixieren, würde der IR-Sensor das Ziel als eine Serie kurzer Blitze sehen. Wenn bekannt war, wo auf dem sich drehenden Spiegel der Blitz war, ergab sich die radiale Richtung zum Ziel, im Bild w1. Zusätzlich konnte das System den Abweichungswinkel, w2, zum Ziel auf eine clevere Weise feststellen. Wenn sich das Ziel seitlich aus dem Sichtfeld bewegte, war der Blitz aufgrund der höheren Bewegungsgeschwindigkeit an der Außenseite des Spiegels kürzer.
Diese Art von Signal verbesserte das Zielverfolgungssystem: Anstatt den Flugkörper einfach auf die momentane Position des Ziels zu lenken – was ungünstig ist, da dieses sich meist schnell weiterbewegt – „merkte“ sich das Lenksystem der Sidewinder die Richtung und Dauer jedes Blitzes. Sie versuchte dann, die Bewegungsänderungen des Ziels im Spiegel auszunullen, anstatt den Unterschied zwischen dem Winkel des Detektors und dem des Flugkörpers bei Null zu halten. Wenn das Ziel im Sucher stillstand, war der Flugkörper genau auf dem kürzesten Weg zum Ziel, dieser Kurs wird auch Abfangkurs genannt.
Das ganze System war allerdings davon abhängig, dass der Flugkörper nicht um die Längsachse rotierte, da in diesem Fall das von der Rotationsgeschwindigkeit des Spiegels abhängige Timing nicht mehr korrekt sein würde. Die Korrektur dieser Rotation würde normalerweise einen Lagesensor erfordern, um dann entsprechend gegenzusteuern. Stattdessen fanden die Sidewinder-Ingenieure eine einfachere Lösung: Am hinteren Teil des Flugkörpers wurden kleine Steuerflächen mit drehenden Scheiben (Zahnräder) auf der Oberfläche angebracht (englisch: „rollerons“). Luftfluss über die Scheiben ließ sie schneller drehen; wenn der Flugkörper zu rollen begann, drückte die in diesem Fall auf die Scheiben wirkende gyroskopische Kraft die Steuerflächen in den Luftfluss und unterband die Rollbewegung. Das Sidewinder-Team ersetzte also ein komplexes Steuerungssystem durch vier kleine Metallteile.

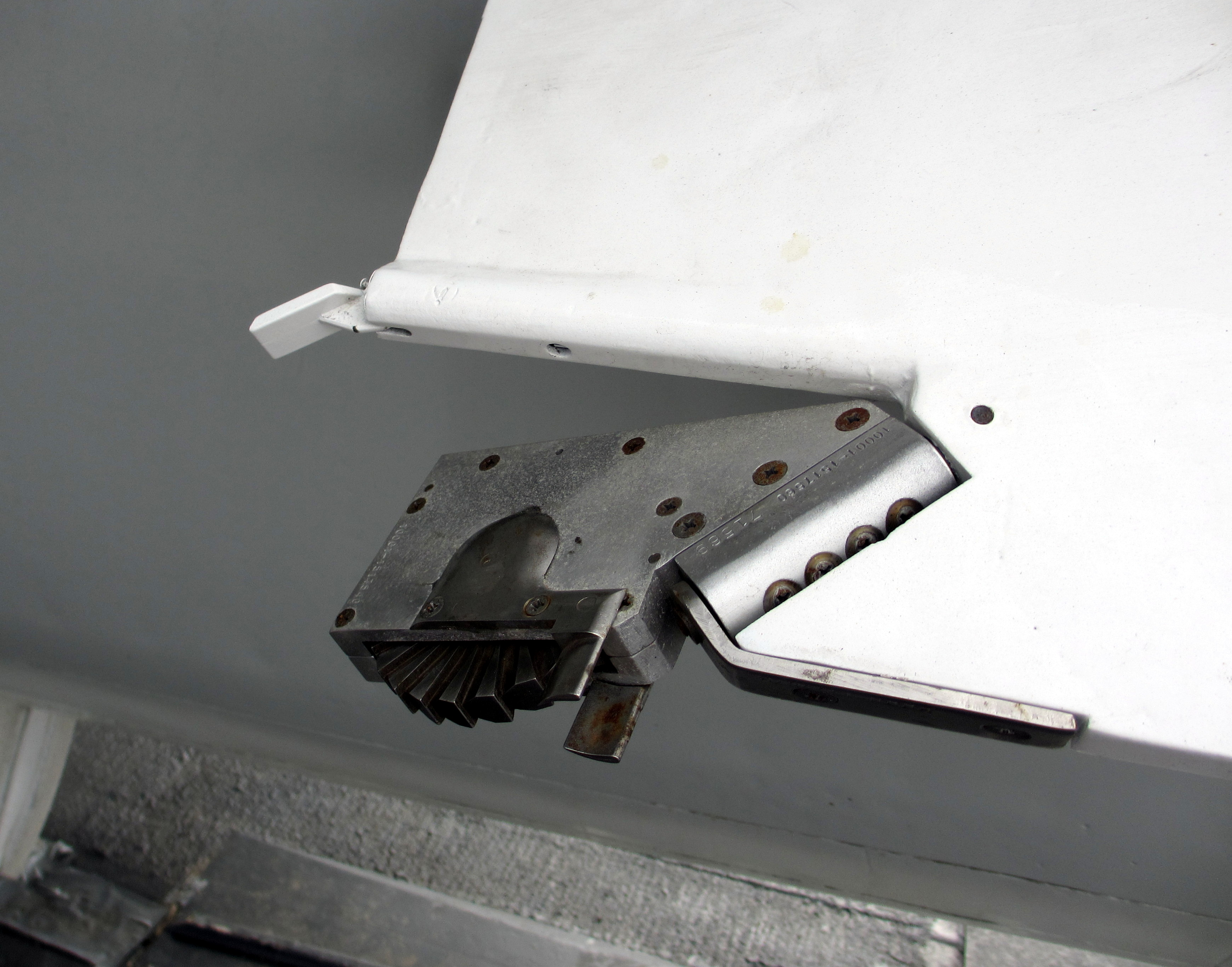
Rollerons der Sidewinder

Die Zielerfassung mit der Sidewinder kann auf mehrere Arten erfolgen: Zum einen kann die Rakete selbständig den Himmel vor ihrem schwenkbaren Suchkopf absuchen; hat sie eine Wärmequelle erfasst, signalisiert sie dies dem Piloten per Audiosignal (ein hohes Pfeifen in Abhängigkeit von der Qualität der Zielerfassung). Zum anderen gibt es den Nachführungsmodus, bei dem der Pilot ein Ziel mit seinem Bordradar aufschaltet. Das Radar teilt dann dem Flugkörper den Winkel zum Ziel mit; dieser schwenkt seinen Suchkopf dorthin und erfasst das Ziel. Die neue AIM-9X beherrscht noch einen dritten Modus. Hierbei ist der Pilotenhelm mit einem Sensor gekoppelt, der dem Flugkörper die momentane Blickrichtung des Piloten meldet. Um einen Flugkörper abzufeuern, muss der Pilot also nur das Ziel anschauen und abdrücken. Dies ist vor allem im extremen Nahkampf, wenn die Entfernung zum Radareinsatz bereits zu gering ist, oder bei Helikoptern nützlich.

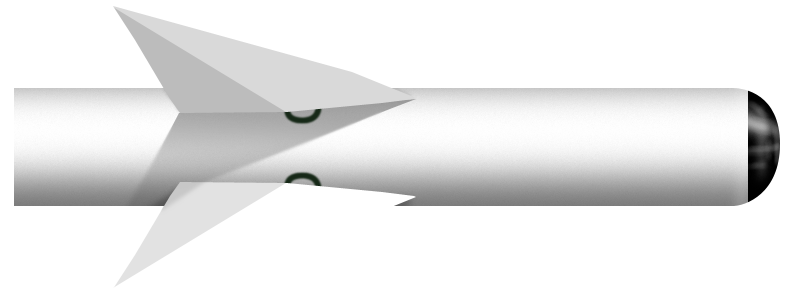
AIM-9B
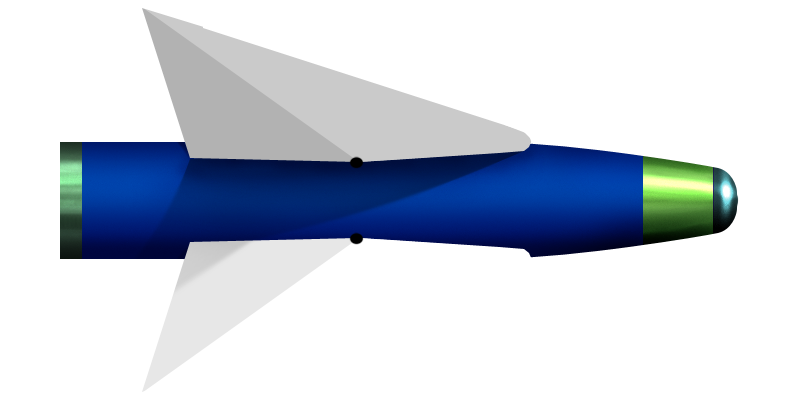
AIM-9D
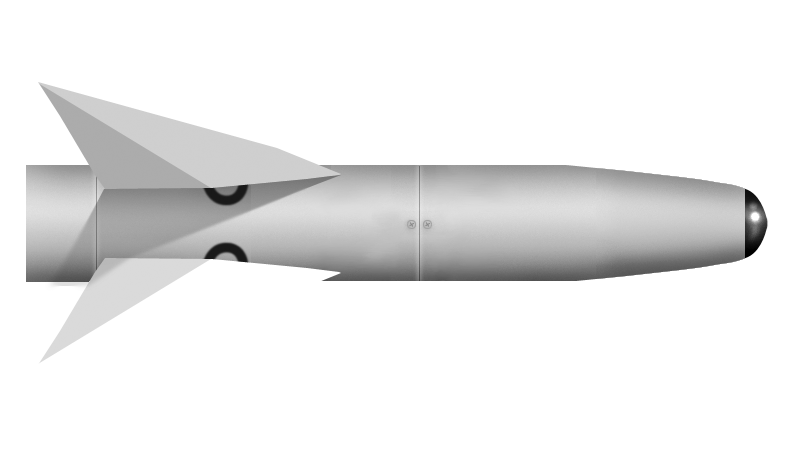
AIM-9E
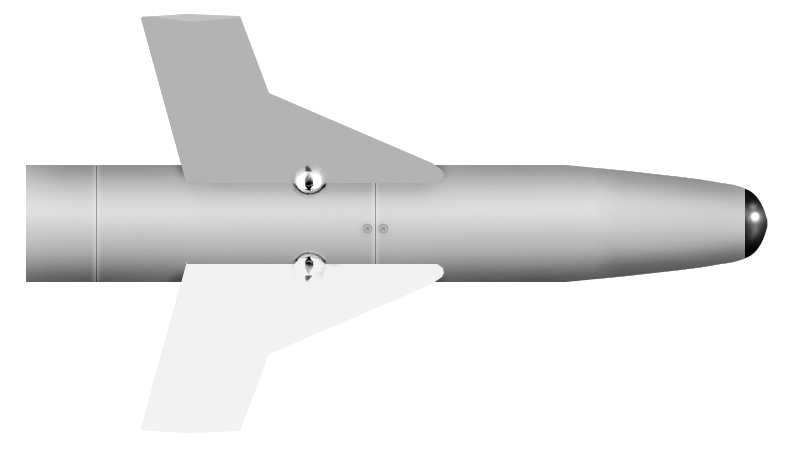
AIM-9J
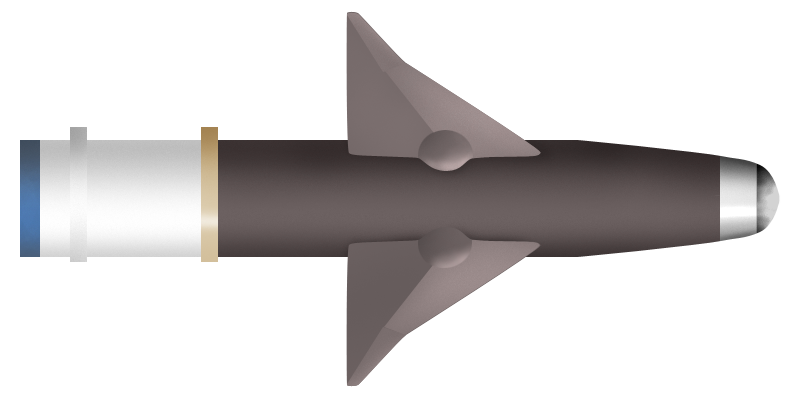
AIM-9M
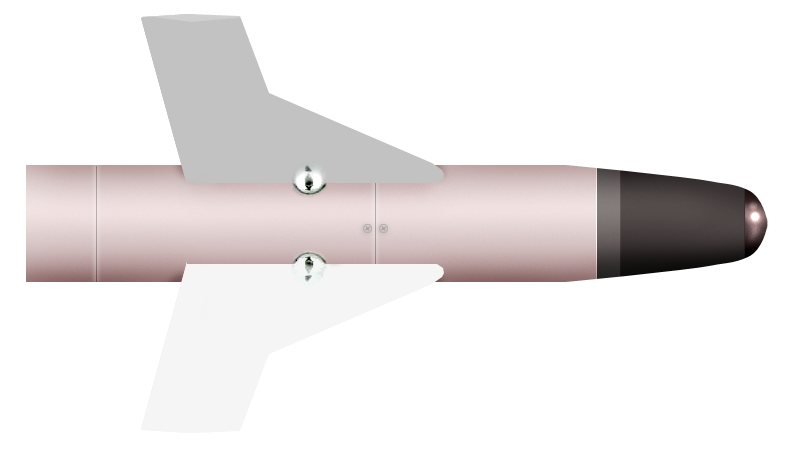
AIM-9P

### Technische Daten
| Typ          | Lenkung           | Länge in m | Startmasse in kg | Vmax in Mach | Reichweite in km | Bemerkungen                                           |
| ------------ | ----------------- | ---------- | ---------------- | ------------ | ---------------- | ----------------------------------------------------- |
| AIM-9B       | Infrarot          | 2,83       | 70,4             | 2            | 4,8              | ab 1956                                               |
| AIM-9C       | halbaktives Radar | 2,87       | 84               | 2            | 17,7             |                                                       |
| AIM-9D       | Infrarot          | 2,87       | 88,5             | 2            | 17,7             |                                                       |
| AIM-9J       | Infrarot          | 3,07       | 78               | 2            | 14,5             | ab Anfang der 1970er-Jahre                            |
| AIM-9L       | Infrarot          | 2,85       | 85,3             | 2            | 17,7             | ab 1977                                               |
| AIM-9M       | Infrarot          | 2,85       | 86               | 2,5          | 17,7             | ab 1982                                               |
| AIM-9P       | Infrarot          | 3,07       | 78               | 2,5          | 17,7             |                                                       |
| AIM-9X       | Infrarot          | 2,90       | 85,5             | 2,7          | 16               | ab 2002                                               |
| MAA-1        | Infrarot          | 2,72       | 86               | 2            | 16               | brasilianische Version                                |
| PL-2         | Infrarot          | 2,88       | 70               | 2            | 7,8              |                                                       |
| PL-5B        | Infrarot          | 2,89       | 85               | 2            | 16               |                                                       |
| Shafrir 2    | Infrarot          | 2,47       | 93               | 2,5          | 5                | israelische Eigenentwicklung auf Basis der Sidewinder |
| AAM-1        | Infrarot          | 2,60       | 70               | 2            | 7                | japanische Version                                    |
| Kukri V3     | Infrarot          | 2,94       | 73,4             | 2,5          | 6                | südafrikanische Version                               |
| Tien Chien 1 | Infrarot          | 2,87       | 90               | 2            | 15               | taiwanische Version                                   |
| R-3S         | Infrarot          | 2,84       | 75,3             | 2            | 7                | ab 1960                                               |
| R-3R         | halbaktives Radar | 3,42       | 82,4             | 2            | 8                |                                                       |
| R-13M        | Infrarot          | 2,87       | 88,2             | 2,5          | 13               | mit Stabmantelgefechtskopf                            |

Details zur AIM-9X:
- Hersteller: RTX Corporation (ehemals Raytheon Company); Ford Aerospace; Loral; Diehl Defence
- Antrieb: Thiokol Hercules und Bermite MK 36 Mod 11; einstufiges Feststoffraketentriebwerk
- Durchmesser: 12,7 cm
- Spannweite: 44 cm
- Geschwindigkeit: Mach 2,7 bis zu (je nach Modelltyp) Mach 4,7
- Sprengkopf: HE-Fragment; 10,5 kg
- Auslieferung: ab 2002
- Nutzer: Australien, Belgien, Dänemark, Finnland, Indonesien, Israel, Japan, Katar, Kuwait, Malaysia, Marokko, Niederlande, Norwegen, Oman, Polen, Saudi-Arabien, Schweiz, Singapur, Südkorea, Taiwan, Türkei, Vereinigte Arabische Emirate, Vereinigte Staaten

## Kosten
Grundsätzlich ist der Preis von Waffensystemen nicht einfach zu beziffern. Einerseits ist nicht nur die Munition, in diesem Fall eine Rakete, zu beschaffen, sondern zum Gesamtpaket gehören unter anderem auch Testgeräte, Lager- und Transporthalterungen oder Übungsgeräte. Zum anderen treiben Fixkosten bei Serien mit geringer Stückzahl den Einzelpreis in die Höhe.
Die erste in großer Anzahl beschafften Version der Sidewinder Rakete, die AIM-9B war als relativ einfache Konstruktion vergleichsweise sehr preisgünstig: Der Stückpreis lag im Jahre 1956 bei 3.000 US-Dollar. Von der AIM-9B wurden rund 81.000 Stück hergestellt. Der durchschnittliche Stückpreis über den gesamten Beschaffungszeitraum betrachtet lag bei ca. 14.000 US-Dollar.
Die Version AIM-9L war schon erheblich weiter entwickelt und daher auch teurer. So zahlte die US Air Force im Jahre 1978 je AIM-9L Rakete 49.620 US-Dollar. Die Folgeversion AIM-9M kostete im Haushaltsjahr 1985 rund 68.600 US-Dollar. Zum Vergleich, für eine radargelenkte AIM-7 Sparrow war im selben Jahr mit einem Stückpreis von 206.400 US-Dollar das Dreifache zu bezahlen.
Die aktuellen AIM-9X kosten ein Mehrfaches der alten Sidewinder-Versionen. So rechnet der Voranschlag für das US-Verteidigungs-Budget des Haushaltsjahres 2024 mit „Fly-away unit costs“ in Höhe von 443.000 US-Dollar. Über den gesamten Beschaffungszeitraum berechnet werden 450.000 US-Dollar als durchschnittlicher Einzelpreis veranschlagt. Zum Vergleich, im selben Entwurf wird eine AIM-120D AMRAAM mit 1,07 Mio. US-Dollar veranschlagt.
Werden diese Waffen von anderen Staaten gekauft, dann ist das nur über das Verfahren Foreign Military Sales möglich. Hier berechnen die USA neben den originären Industriepreisen noch Zuschläge für Bearbeitungskosten sowie für Transport und Verpackung.